# XIII. Ptolemaiosz
XIII. Ptolemaiosz (görögül Πτολεμαίος, Kr. e. 61 – Kr. e. 47. január 14.), az ókori Egyiptom tizenharmadik királya a Ptolemaidák közül (uralkodott Kr. e. 51-től haláláig), XII. Ptolemaiosz gyermeke volt.

## Élete
Apja halálakor mindössze tízesztendős volt, és nővérével, az akkor tizennyolc éves VII. Kleopátrával közösen uralkodott, akit egyiptomi szokás szerint feleségül vett. Apjuk végrendelete értelmében a római senatus felügyelte a zökkenőmentes hatalomátvételt, Pompeius pedig, mivel annak idején segített Aulétésznek visszaszerezni a hatalmat, a király gyámja lehetett.
Hogy a kiskorú királyt teljesen befolyásuk alá vonják, kegyencei – Potheinosz kincstárnok, Theodotosz, a király nevelője és Akhillasz, a fővezér – Kr. e. 48-ban elűzték Kleopatrát. Az energikus királyné Szíriába menekült, ahol hadsereget gyűjtött és betört Egyiptomba. A két sereg Pelusiumnál találkozott, de még nem került sor összecsapásra, amikor a pharszaloszi csatát követően Pompeius partra szállt, hogy védencénél keressen menedéket riválisa, Caesar elől, de a miniszterek parancsára még azelőtt meggyilkolták, hogy beszélhetett volna Ptolemaiosszal.
Caesar hamarosan megérkezett, és úgy döntött, maga rendezi a Róma számára életbevágó fontosságú „éléstár”, Egyiptom helyzetét. Ő azonban hamarosan az elé siető, fiatal Kleopatra befolyása alá került – nemsokára gyerekük is született, Caesarion –, úgyhogy Ptolemaiosz miniszterei megpróbáltak végezni vele. Alexandriában lázadást robbantottak ki a római hadvezér ellen, és Pelusiumból titokban kivonták a hadsereget. Caesart felkészületlenül érte a támadás, de maroknyi híve élén kitartott. A városi harcokban égett le a híres alexandriai könyvtár. Ptolemaiosz eleinte Caesar foglya volt, de később elengedték, hogy lecsillapítsa a tömegeket – ehelyett ő az élükre állt. Nemsokára Caesart megsegítendő Pergamoni Mithridatész szíriai hadakkal indult Egyiptomba. Ptolemaiosz a Nílus partján foglalta el állásait, készülve a támadásra, ám mielőtt Mithridatész megérkezett volna, Caesar váratlanul a nyomába eredt és legyőzte. A menekülő egyiptomi uralkodó a Nílusba fulladt. A trónon Kleopatra új férje, egyben öccsük, XIV. Ptolemaiosz követte.